# Klaudiánova mapa
Klaudiánova mapa (též psaná jako Klaudyánova mapa) je nejstarší tištěná mapa Čech, vydaná roku 1518 mladoboleslavským lékařem a nakladatelem Mikulášem Klaudiánem. Mapa byla koncipována jako pomůcka pro poutníky cestující do Říma, proto je z praktických důvodů orientovaná (v souladu s tehdejšími zvyklostmi) na jih.

## Popis
Celý list má rozměry 1260 × 640 mm. Nejvrchnější část mapy tvoří znaky Slezského knížectví, Moravského markrabství, Dalmatského království, Uherského království, Českého království, Chorvatského království, Lucemburského knížectví a Lužického markrabství (na stříbrném poli červený býk). Uprostřed těchto znaků trůní jejich panovník Ludvík Jagellonský (resp. u Chorvatska, Dalmácie a Lucemburska pouze titulární panovník). Pod panovníkem jsou rovnoramenné váhy, symbolizující spravedlnost, na pyramidě, kde jsou vyjmenovány druhy spravedlnosti. Ve zbylém místě okolo pyramidy je čtrnáct moralizujících ilustrací z Písma svatého.
Nižší část listu je zaplněna erby významných šlechticů, zástupců zemského a komorního soudu a dalších. Nejspodnější tři znaky patří Kutné Hoře, Praze a Žatci. V části nad mapou jsou dvě umně vyvedené grafiky – obsazený vůz, do kterého je zapřaženo z obou stran (což zřejmě symbolizuje buď náboženské rozdělení země na dvě vyznání nebo rozhárané vnitropolitické poměry) a přepadení obchodního vozu lupiči. Zde je také zmínka o autorovi a datu („Mikulass Claudian. Letha Božieho Tisycziho pietisteho Sedmnaczteho“).
Vlastní mapa Čech tvoří pouze dolní třetinu listu. V levém horním rohu je druhá zmínka o datu a autorech – znaky „И.C.V.K.“ jsou nejspíš monogramy Klaudiána (Nicolaus Claudianus, přičemž písmeno N je vodorovně převrácené) a rytce Andrea Kaschauera, pod monogramy jsou jejich erby a pod nimi rok vydání 1518. Měřítko mapy se pohybuje mezi 1 : 637 000 – 1 : 685 000. Kromě názvů v mapě nechal Klaudián vyřezat speciální symboly: u měst koruny nebo náznaky znaků pro odlišení panských a královských měst a kalichy nebo zkřížené klíče pro odlišení utrakvistických a katolických měst. Hrady byly odlišeny věžičkami a vísky prostými kolečky. Český typograf František Muzika si povšiml, že jazykově české texty jsou v mapě vytisknuty jakousi primitivní antikvou a italikou (s výraznými gotickými či novogotickými rysy), což představuje jeden z nejranějších důkazů užití antikvy pro češtinu.
Základním znakem mapy je jižní orientace. Mapa má zároveň náboženský i dopravní obsah. Silnice jsou značeny českými mílemi. Mapa nemá geografickou síť.

## Klaudiánovy podklady a následovníci

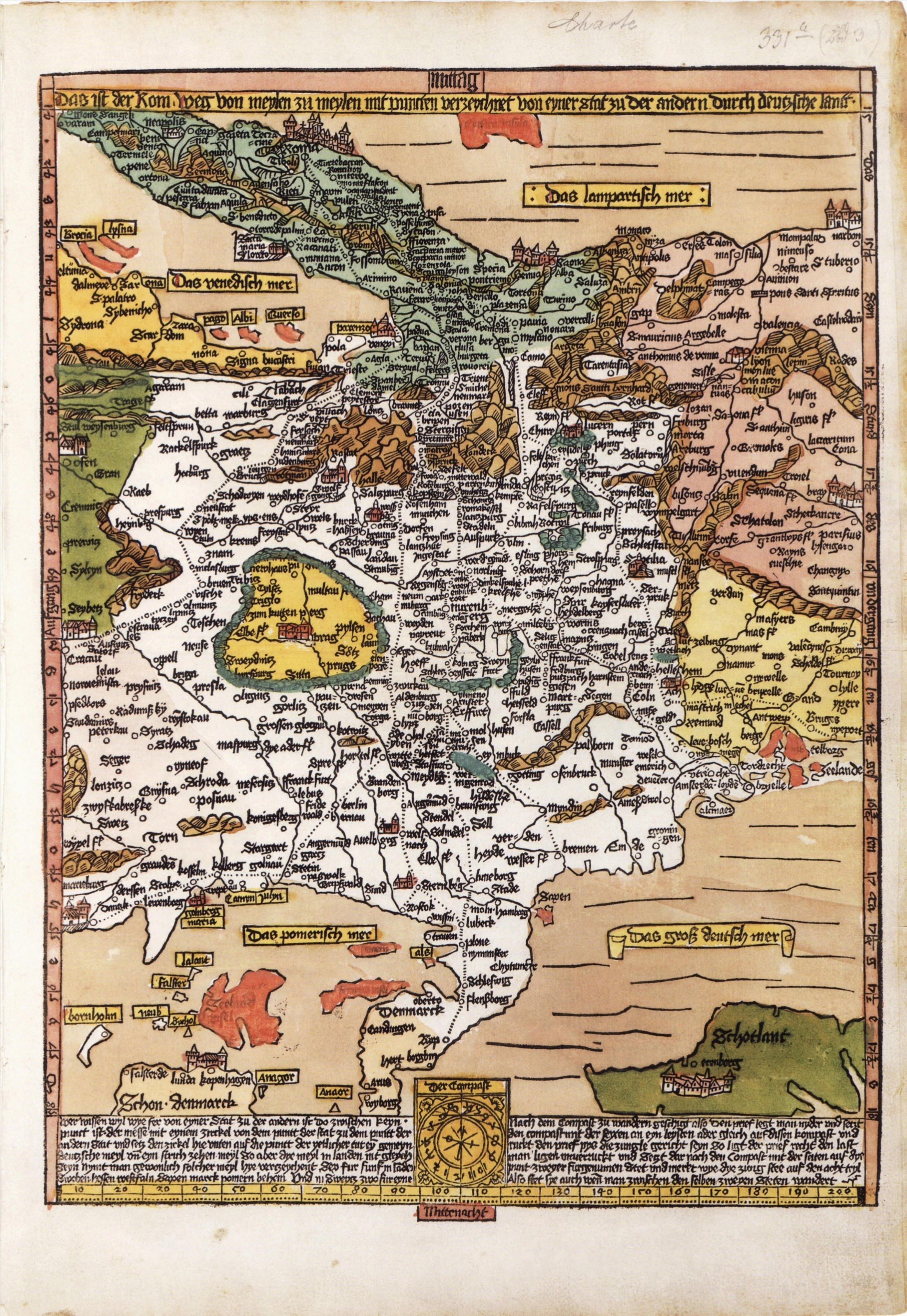
Etzlaubova mapa Romweg, na které je trojúhelník Čech velmi patrný

Klaudián zřejmě vycházel z mapy Německa od Erharda Etzlauba, na níž byly Čechy také zachyceny. Naopak Klaudiánovu mapu převzal do své Kosmografie (Cosmographia universalis) Sebastian Münster,vyšla i českém překladu Zikmunda z Puchova. V 19. století pak vytvořil rukopisnou kopii díla a znovu připomněl autora katolický kněz František Jakub Kreibich. Faksimile mapy v původní velikosti vyšlo až roku 1936 v Geografickém ústavu UK díky prof. Václavu Švamberovi. Dílo dále reprodukoval prof B. Šimák z Masarykovy univerzity v Brně.

## Historie
Rukopis byl Klaudiánem vytvořen v roce 1516. V lednu 1517 prověřovala norimberská rada, jestli obsah mapy není v rozporu s katolickou vírou, touto kontrolou rukopis prošel a následně podle něho vyřezal Andreas Kaschauer arch na dřevěný štoček k tisku. Finální část výroby proběhla v norimberské dílně Jeronýma Höltzla a vydána byla roku 1518. Dřevořez byl ručně kolorován. V současnosti je znám jediný originál, nalepený na plátno, který se zachoval v litoměřické biskupské knihovně  a nyní je uložen ve Státním oblastním archivu v Litoměřicích.